# Elenco delle creature leggendarie del Giappone
Questo è un elenco di Akuma (demoni), Yūrei (fantasmi), Yōkai (spiriti), Kami e altre creature leggendarie che sono importanti nel folklore e nella mitologia giapponese.

## A
- Abumi-guchi: Un piccolo tsukumogami peloso formato dalla staffa di un soldato a cavallo caduto in battaglia; solitamente rimane lì ad attendere il ritorno del suo creatore, ignaro della morte del soldato.
- Abura-akago: Un fantasma bambino che lecca l'olio dalle lampade andon .
- Abura-sumashi: Uno spirito dalla testa grande che vive nei passi montani della prefettura di Kumamoto, si pensa sia la reincarnazione di una persona che rubò del petrolio e poi fuggì nei boschi.
- Agubanba (あぐばんば?): Una yōkai cieca e cannibalesca originaria della prefettura di Akita. Prende di mira principalmente le giovani donne appena maggiorenni. Nota anche come Agubanba (灰坊主?, lett. "tagliatrice di cenere").
- Ahiratsu-hime: Figlia di Hosuseri e prima moglie dell'imperatore Jinmu, non fu nominata imperatrice e i suoi figli non ereditarono il trono. Suo figlio Tagishimimi cercò di sottrarre il potere al fratellastro imperatore Suizei, ma fallì e fu ucciso.
- Ajisukitakahikone: Uno dei figli di Ōkuninushi, fratello di Kotoshironushi e Takeminakata, e padre di Takitsuhiko. È il nume tutelare della città di Kamo, nella prefettura di Niigata. Suo padre fu il sovrano originario della Terra, finché gli amatsukami non inviarono Ninigi-no-Mikoto da Takamagahara per sostituirlo.
- Akabeko: Una mucca rossa coinvolta nella costruzione del tempio Enzō-ji a Yanaizu, Fukushima.
- Aka Manto: Un fantasma con un mantello rosso o blu che offre rotoli di carta igienica rossi o blu nei bagni, poi uccide chiunque risponda in base alla sua scelta: scuoiamento per il rosso, strangolamento per il blu.
- Akaname: Uno spirito che lecca la sporcizia nei bagni disordinati.
- Akashita: Una creatura dalla faccia pelosa, con mani artigliate e una grande lingua rossa, che incombe come una nuvola nera su una chiusa appartenente a qualcuno che ha preso più acqua del dovuto per l'irrigazione durante un periodo di siccità.
- Akateko: La mano rossa di un bambino penzola da un albero nella città di Hachinohe, nella prefettura di Aomori, accompagnata da una donna di una bellezza ipnotica in piedi sotto l'albero per attirare le persone nella sua presa, a volte mortale.
- Akkorokamui: Un mostro Ainu gigante che assomiglia a un polipo, che presumibilmente si nasconde nella baia di Uchiura nell'Hokkaidō.
- Akubōzu: Uno spirito che vive nelle ceneri dei focolari nelle prefetture di Akita e Iwate e appare quando qualcuno gioca con le ceneri.
- Akugyo: Una specie di mostro marino mangia-uomini che assomiglia a un pesce gigante, diffuso nei mari vicino alla provincia di Kibi.
- Akuma: Termine generico per indicare i peggiori tra i peggiori demoni e diavoli, termine cristiano giapponese per indicare il diavolo e termine buddista giapponese per indicare i Māra.
- Akurojin-no-hi: Un fuoco spettrale proveniente dalla prefettura di Mie che appare nelle notti piovose e provoca una grave malattia a chi non riesce a fuggire.
- Amabie: Una sirena yōkai giapponese che emergeva dal mare per profetizzare un'epidemia o un raccolto abbondante, e ordinava che la sua immagine venisse appesa in vari luoghi per buon auspicio. Ha visto un'impennata di popolarità durante la pandemia di Covid.
- Amaburakosagi: Un demone rituale-disciplinare proveniente da Shikoku, il cui scopo è spaventare i bambini cattivi affinché si comportino bene.
- Amamehagi: Un demone rituale-disciplinare proveniente dalla regione di Hokuriku, il cui scopo è spaventare i bambini cattivi affinché si comportino bene.
- Ama-no-Iwato: Il nome della grotta in cui Amaterasu si nascose dopo che Susanoo la scacciò vandalizzando le sue risaie e lanciando un cavallo scuoiato contro il suo telaio, uccidendo una delle sue ancelle a causa di una lite tra le due. Ama-no-Uzume la attirò fuori con l'aiuto dello specchio Yata no Kagami e Ame-no-Tajikarao sigillò la grotta in modo che non potesse più rientrarvi.
- Amanojaku: Un demone minore che induce le persone a compiere atti malvagi, il cui esempio più celebre è la storia di Uriko-hime.
- Amanozako: Una dea mostruosa menzionata nel Kujiki, nata dallo spirito feroce di Susanoo (il suo ara-mitama) quando lo vomitò per espellerlo. Si dice che sia una divinità ancestrale per tutti gli yōkai irascibili e disobbedienti.
- Amaterasu: La dea shintoista del sole, sorella di Susanoo, il dio della tempesta, e di Tsukuyomi, il dio della luna. È l'antenata della linea imperiale ed è spesso considerata il kami principale del pantheon shintoista.
- Amatsuhikone: Terzo figlio di Amaterasu, si ritiene che sia l'antenato di diversi clan, tra cui il clan Oshikochi e il clan Yamashiro.
- Amatsukami: I kami celesti, che sono nati o risiedono a Takamagahara, in contrapposizione ai kunitsukami che risiedono sulla Terra.
- Ama-Tsu-Mara: Il kami della lavorazione del ferro e del ferro battuto, che aiutò Ishikori-dome no Mikoto a forgiare lo specchio Yata no Kagami.
- Amatsu-Mikaboshi: Un dio shintoista ribelle o malvagio, sottomesso da Takemikazuchi. Alcuni dicono che sia nato dal sangue di Kagutsuchi.
- Amazake-babaa: Uno spirito di vecchia donna proveniente dalle prefetture di Miyagi e Aomori che arriva a tarda notte e chiede del sakè dolce con voce infantile, portando malattie (solitamente vaiolo o raffreddore comune) a chiunque risponda, a meno che non venga messo un ramo di cedro sulla porta per respingerla.
- Amefurikozō: Uno spirito di bambino che gioca sotto la pioggia; alcuni credono che sia un bambino servitore del dio cinese della pioggia Ushi.
- Amemasu: Creatura Ainu che vive nei laghi e che assomiglia a un pesce gigante o a una balena, nota per affondare le navi e talvolta assumere la forma di una bellissima donna per attirare i marinai verso la morte.
- Ame-no-Fuyukinu: Figlio di Omizunu e padre di Ōkuninushi, Susanoo gli ordinò di consegnare la spada Kusanagi no Tsurugi ad Amaterasu a Takamagahara per risolvere un'antica controversia tra loro.
- Amenohoakari: Un kami del sole e dell'agricoltura, figlio di Ame-no-oshihomimi e Takuhadachiji-hime, fratello maggiore di Ninigi-no-Mikoto e antenato del clan Mononobe, tra gli altri. È talvolta conosciuto come Nigihayahi.
- Ame no Hohi: Secondogenito di Amaterasu, mandato sulla Terra a governare dopo il rifiuto del fratello maggiore Ame-no-oshihomimi. Alcuni dicono che fosse il padre di Ame no Wakahiko. Gli amatsukami non ebbero sue notizie per tre anni, così un altro kami fu mandato a governare. È l'antenato del clan Haji, del clan Izumo e del clan Sugawara, tra gli altri.
- Ame-no-Koyane: Il kami ancestrale del clan Nakatomi e di Fujiwara no Kamatari, il fondatore del potente clan Fujiwara. È figlio di Kamimusubi e padre di Tamakushi-hime. Amaterasu lo nominò guardiano dello specchio Yata no Kagami e gli affidò la responsabilità degli affari divini del Palazzo Imperiale.
- Ame-no-Minakanushi: Il primo, o uno dei primi dèi a manifestarsi quando i cieli e la terra vennero all'esistenza. È un hitorigami e uno dei cinque kotoamatsukami.
- Ame-no-Nuboko: La lancia usata da Izanagi e Izanami per creare la terraferma primordiale di Onogoroshima. È spesso raffigurata come una naginata.
- Ame-no-ohabari: Un kami che è anche una spada, in particolare la spada usata da Izanagi per uccidere Kagutsuchi dopo la sua nascita, che uccise Izanami. Si dice che sia il padre di Takemikazuchi attraverso il sangue versato da Kagutsuchi.
- Ame-no-oshihomimi: Primo figlio di Amaterasu, marito di Takuhadachiji-hime e padre di Ninigi-no-Mikoto e Amenohoakari. Fu creato in una gara di kami tra lei e suo fratello Susanoo, e gli fu offerto il regno della Terra, ma rifiutò.
- Ame-no-Tajikarao: Il kami del potere, noto per la sua immensa forza fisica e brutale, sigillò la grotta in cui Amaterasu si era nascosta dopo essere stata attirata fuori da Ama-no-Uzume.
- Ame-no-ukihashi: Un ponte galleggiante che collega il cielo (Takamagahara) e la terra, custodito da Sarutahiko Ōkami. Si dice che questo sia il luogo in cui Izanagi e Izanami si trovavano quando diedero forma al mondo creando la massa continentale primordiale di Onogoroshima con la lancia Ame-no-Nuboko. Si dice anche che il ponte sia poi crollato, e i suoi resti abbiano formato l'area a ovest di Kyoto.
- Ama-no-Uzume: Il kami dell'alba, della gioia, della meditazione, dei festeggiamenti e delle arti. Con l'aiuto dello specchio Yata no Kagami, attirò Amaterasu fuori dalla caverna in cui si era nascosta dopo che Susanoo l'aveva scacciata vandalizzando le sue risaie e lanciando un cavallo scuoiato contro il suo telaio, uccidendo una delle sue ancelle a causa di una lite tra le due.
- Ame no Wakahiko: Un kami dei cereali che fu mandato sulla Terra per governarla o per cercare Ame no Hohi, che alcuni dicono fosse suo padre. Gli amatsukami non ebbero sue notizie per otto anni, così inviarono un uccello come messaggero. Lo uccise con una freccia che andò fino al Paradiso, ma che fu scagliata indietro da Takamimusubi o da Amaterasu, uccidendolo.
- Ame-onna: Uno spirito femminile noto per evocare la pioggia.
- Amikiri: Uno spirito con la testa di uccello, le braccia di crostaceo e il corpo di serpente che taglia le reti da pesca e le zanzariere.
- Amorōnagu: Un tennyo dell'isola di Amami Ōshima, nella prefettura di Kagoshima, che si dice faccia il bagno nelle piscine e nelle cascate dei burroni.
- Anmo: Un demone rituale-disciplinare della prefettura di Iwate, il cui scopo è spaventare i bambini cattivi affinché si comportino bene.
- Aoandon: Lo spirito demoniaco che nasce da una lampada andon alla fine di un Hyakumonogatari Kaidankai.
- Aobōzu: Spirito con sembianze di monaco blu che a volte rapisce i bambini, a seconda della storia.
- Aonyōbō: Un fantasma femminile che si aggira in un palazzo imperiale abbandonato, in attesa di visitatori che non arrivano mai e, anche se arrivassero, li ucciderebbe e li divorerebbe per non essere la persona che sta aspettando.
- Aosaginohi: Un airone notturno di età avanzata, che è diventato uno yōkai e ora brilla di un blu iridescente di notte ed esala una polvere dorata e luminosa. Mantiene la timidezza di un airone normale e fugge dalle persone, quindi è raro avvistarlo.
- Arikura-no-baba: Un'anziana donna dotata di poteri magici, originaria della città di Takayama, nella prefettura di Gifu.
- Ashihara no Nakatsukuni: La terra tra Takamagahara e Yomi, termine che in seguito designò il paese e la posizione del Giappone.
- Ashi-magari: Uno spirito solitamente invisibile proveniente dalla prefettura di Kagawa che intrappola le gambe dei viaggiatori durante la notte e spesso si ritiene sia opera dei tanuki.
- Ashinaga-Tenaga: Una coppia di personaggi del Kyūshū, uno con le gambe lunghe e l'altro con le braccia lunghe.
- Ashinazuchi e Tenazuchi: Figli di Ōyamatsumi e genitori di Kushinadahime, che Susanoo salvò da Yamata no Orochi e in seguito sposò. Sono i nonni di Yashimajinumi, il che li rende antenati di Ōkuninushi.
- Atago Gongen: Un kami e un tengu si ritiene sia la reincarnazione del bodhisattva buddista Jizō e di Izanami, adorati dai samurai come protettori contro il fuoco e come divinità della guerra e della vittoria.
- Ayakashi: Termine generico per indicare gli yōkai che appaiono sulla superficie dell'acqua o al di sopra di essa.
- Azukiarai / Azukitogi: Uno spirito che lava i fagioli azuki sulla riva di un fiume o di un altro specchio d'acqua.
- Azukibabaa: Una vecchia yōkai che macina fagioli azuki ma che preferirebbe divorare una persona.
- Azukihakari: Uno yōkai che emette solo suoni, come un poltergeist. Emette il suono di fagioli rossi che vengono seminati sul pavimento della casa che infesta, diventando gradualmente più forte.
- Azumi-no-isora: Un kami della riva del mare, considerato l'antenato del popolo Azumi.

## B
- Bake-kujira: Uno scheletro di balena spettrale che vaga lungo la costa della prefettura di Shimane, accompagnato da strani uccelli e pesci, mentre cerca di vendicare i suoi simili uccisi maledicendo i balenieri e coloro che mangiano carne di balena con pestilenze e fuoco.
- Bakeneko: Uno spirito felino mutaforma, diverso dal nekomata perché non ha due code ed è leggermente meno malvagio.
- Bakezōri: Un sandalo di paglia (zōri) che ha preso vita come uno tsukumogami e ora provoca scompiglio di notte.
- Bakotsu: Un cavallo scheletrico fiammeggiante e demoniaco che si ritiene sia lo spirito di un cavallo morto in un incendio.
- Baku: Una bestia soprannaturale che assomiglia a un tapiro e divora sogni e incubi.
- Basan: Un grande mostro pollo della provincia di Iyo che sputa fuoco freddo che non brucia, chiamato così per l'inquietante fruscio che produce quando sbatte le ali.
- Bashō no sei: Lo spirito di un banano che assume forma umana.
- Benzaiten: La dea della fortuna finanziaria, del talento, della bellezza e della musica. Come tale, è la protettrice di artisti, geisha, scrittori, ballerini e altri. Una delle Sette divinità della fortuna.
- Betobeto-san: Uno spirito invisibile che segue le persone di notte, producendo il suono dei loro passi.
- Binbōgami: Uno spirito che porta povertà e altre miserie simili se non viene placato con il miso cotto.
- Bishamonten: Meglio conosciuto come Vaiśravaṇa. Il dio della fortuna in guerra e nelle battaglie, associato anche all'autorità e alla dignità, protettore di coloro che seguono le regole e si comportano di conseguenza. È anche il protettore dei luoghi sacri. Uno dei Sette divinità della fortuna.
- Biwa-bokuboku: Un biwa che ha preso vita come tsukumogami e ora canta e suona di notte.
- Boroboroton: Un futon che ha preso vita come uno tsukumogami e che ora si anima di notte per cercare di uccidere la persona che ci dorme sopra, buttandola fuori dal letto e avvolgendola intorno alla testa e al collo con l'intento di soffocarla e strangolarla.
- Buruburu: Uno spirito invisibile che si aggrappa alle persone, inducendole alla codardia e ai brividi.
- Byakko: La versione giapponese della Tigre Bianca cinese.
- Byōbunozoki: Uno tsukumogami che emerge dal byōbu per spiare le persone.

## C
- Chimimōryō: Termine generico per indicare i mostri delle montagne e dei fiumi.
- Chōchinbi: Fiamme demoniache (onibi) che assomigliano a lanterne di carta e appaiono nei sentieri tra le risaie, ma scompaiono non appena qualcuno si avvicina troppo.
- Chōchin-obake: Un mostro lanterna chōchin che a volte è considerato uno tsukumogami.

## D
- Daidarabotchi: Un gigante responsabile della creazione delle caratteristiche geografiche del Giappone mentre si muove e mentre dorme.
- Daikokuten: Il dio del commercio e della prosperità, a volte considerato patrono di cuochi, agricoltori e banchieri, e protettore dei raccolti. È anche considerato un cacciatore di demoni. Uno dei Sette divinità della fortuna.
- Daitengu: I tengu più saggi e potenti, ognuno dei quali assomiglia a un vecchio dalla pelle rossa con un lungo naso e vive su una montagna separata. Il daitengu più saggio e potente di tutti è Sōjōbō del Monte Kurama, re e dio di tutti i tengu.
- Danzaburou-danuki: Un tanuki dell'isola di Sado. Uno dei tre tanuki più famosi.
- Datsue-ba: Una vecchia degli Inferi che toglie i vestiti (o la pelle, se nuda) ai morti e li consegna a Keneō affinché li pesi, così che possa essere emesso il giudizio.
- Dodomeki: Una donna che fu maledetta con lunghe braccia ricoperte di occhi di uccello a causa della sua abitudine di rubare denaro.
- Dōnotsura: Uno yōkai umanoide senza testa, con il volto sul torso.
- Dōsojin: Nome generico di un tipo di spirito o guardiano shintoista, ritenuto la divinità dei confini e dei sentieri.

## E
- Ebisu: Il dio della prosperità e della ricchezza negli affari, dell'abbondanza di raccolti, cereali e cibo in generale. È patrono dei pescatori e uno dei Sette divinità della fortuna, nonché uno dei primi figli di Izanagi e Izanami, sebbene lo abbiano rinnegato per la sua deformità.
- En'enra: Un mostro vagamente umanoide fatto di fumo e oscurità che emerge dai falò ma che solitamente è visibile solo ai puri di cuore.
- Enkō: Termine che indica i kappa dello Shikoku e dell'Honshū occidentale.

## F
- Fūjin: Il dio del vento shintoista, fratello di Raijin, il dio del tuono. Furono liberati nel mondo quando Izanagi fuggì da Yomi.
- Fukurokuju: Il dio della saggezza, della fortuna, della longevità, della ricchezza e della felicità. Uno delle Sette divinità della fortuna, anche se a volte viene omesso in favore di Kisshōten.
- Funayūrei: Gli spettri vendicativi delle persone morte in mare, che ora cercano di affondare le navi per far sì che i vivi si uniscano a loro.
- Furaribi: Una creatura simile a un uccello avvolta dalle fiamme che vola senza meta. Si pensa che rappresenti gli spiriti inquieti di coloro a cui non è stata data una degna sepoltura.
- Fūri: Uno yōkai cinese simile a una scimmia che può planare da un albero all'altro.
- Furutsubaki-no-rei: Una camelia molto antica, diventata malvagia, che ora succhia l'anima delle persone che si avvicinano troppo.
- Furu-utsubo: La faretra abbandonata di un arciere ucciso, che ha ripreso vita come tsukumogami.
- Futakuchi-onna: Una donna fantasma con una seconda bocca sulla nuca, che sussurra alla donna e chiede a gran voce di essere nutrita, oppure si nutre usando i capelli della donna, diventati prensili.
- Futodama: Un kami di rituali, oracoli e divinazione, e un leggendario antenato del clan Inbe. È figlio di Takamimusubi, fratello di Omoikane e Takuhadachiji-hime, e padre di Kamotaketsunumi no Mikoto. Fu anche coinvolto nel salvataggio di Amaterasu da Ama-no-Iwato, la grotta in cui si era nascosta dopo che Susanoo l'aveva scacciata vandalizzando le sue risaie e lanciando un cavallo scuoiato contro il suo telaio, uccidendo una delle sue ancelle a causa di una lite tra le due.
- Futsunushi: Un kami delle spade e della guerra, il generale di Amaterasu, leggendario antenato del clan Mononobe e divinità tutelare del clan Fujiwara. È strettamente associato a Takemikazuchi e i due sono spesso venerati insieme.

## G
- Gagoze: Un demone noto per aver attaccato i giovani sacerdoti del tempio Gangō-ji nella prefettura di Nara.
- Gaki: Gli spettri perennemente affamati di persone che in vita sono state particolarmente avide.
- Gashadokuro: Uno scheletro gigante che è lo spirito del defunto rimasto insepolto dopo un disastro sufficientemente grande. Noto anche come gaikotsu.
- Genbu: La versione giapponese della tartaruga nera cinese.
- Goryō: Gli spiriti vendicativi dei nobili e dei martiri defunti.
- Gozu e Mezu: Due note guardie degli Inferi, una con la testa di bue e l'altra con la faccia di cavallo.
- Gozu Tennō: Divinità della malattia e della guarigione, a cui si attribuisce sia il merito di causare epidemie che di proteggere da esse.
- Guhin: Un altro nome per tengu.
- Gyūki: Un altro nome per ushi-oni.

## H
- Hachiman: Il kami dell'arco e della guerra, che in realtà è l'imperatore divinizzato Ōjin, figlio dell'imperatrice Jingū.
- Hakanohi: Un fuoco spettrale che germoglia dalla base delle tombe.
- Hakuja no Myōjin: Una divinità serpente bianco.
- Hakutaku: Una creatura simile allo yak che tramandava conoscenze sugli spiriti maligni.
- Hakuzōsu: Il nome di una kitsune famosa per fingere di essere un prete buddista.
- Hanako-san: Lo spirito di una giovane bambina della Seconda guerra mondiale che abita e infesta i bagni delle scuole elementari.
- Haniyasu-hiko e Haniyasu-hime: Due kami di terra, argilla e ceramica, nati o da Izanami e Izanagi dopo la creazione del Giappone, o dalle feci di Izanami mentre moriva dando alla luce Kagutsuchi.
- Han'nya: Una maschera Nō che rappresenta un demone femmina geloso.
- Haradashi: Una creatura umanoide con una faccia gigante sullo stomaco, che si diverte a far ridere la gente con le sue bizzarre buffonate.
- Harionago: Una donna della prefettura di Ehime con una punta a forma di spina sulla punta di ogni ciocca dei suoi lunghi capelli prensili, che usa per intrappolare e attaccare gli uomini che osano sorriderle a loro volta.
- Hashihime: Una donna trasformata in uno spirito maligno a causa della sua gelosia, associata a un particolare ponte nella città di Uji, nella prefettura di Kyoto.
- Heikegani: Granchi con volti umani sui loro gusci, si dice che siano gli spiriti dei guerrieri caduti nella battaglia di Dan-no-ura.
- Hibagon: La versione giapponese del Bigfoot o Yeti, avvistata sul monte Hiba nella prefettura di Hiroshima.
- Hiderigami: Spiriti cinesi che si dice portino siccità.
- Hihi: Uno yōkai cinese simile a un babbuino.
- Himetataraisuzu-hime: Figlia di Kotoshironushi o Ōmononushi e seconda moglie dell'imperatore Jinmu, che divenne imperatrice e diede alla luce il secondo imperatore, l'imperatore Suizei.
- Hikeshibaba: Una vecchia che spegne le lanterne.
- Hinezumi: Un ratto o un topo dalla pelliccia ignifuga che vive tra le fiamme di un albero perennemente in fiamme nelle profondità delle montagne della Cina meridionale.
- Hinode: Il momento dell'alba, quando il mondo materiale e il mondo spirituale si sovrappongono mentre le cose notturne si ritirano fino al calare del tramonto.
- Hitobashira: Un tipo di sacrificio umano in cui una persona viene sepolta viva nelle fondamenta di un nuovo edificio per portare fortuna.
- Hitodama: Un fantasma a forma di palla di fuoco che appare quando qualcuno muore, a simboleggiare lo spirito del defunto.
- Hito-gitsune: Un tipo di possessione spirituale narrato nella regione di Chūgoku.
- Hitorigami: Termine utilizzato per indicare i kami che nacquero da soli, in contrapposizione a quelli che nacquero come coppie maschio-femmina.
- Hitotsume-kozō: Uno spirito bambino calvo con un solo occhio, come quello di un ciclope.
- Hitotsume-nyūdō: Uno spirito monaco con un solo occhio, come un ciclope.
- Hiyoribo: Lo spirito che ferma la pioggia.
- Hoderi: Figlio maggiore di Ninigi-no-Mikoto e Konohanasakuya-hime, un kami della generosità del mare e fratello di Hoori. Il suo amo da pesca perduto portò suo fratello a incontrare Toyotama-hime, e alla fine giurò di servirlo per sempre dopo aver perso uno scontro tra i due. È anche l'antenato del popolo Hayato.
- Hoji: Lo spirito malvagio di Tamamo no Mae, liberato dopo la scoperta della sua vera natura di kitsune, fu braccato nelle pianure di Nasu e divenne il Sesshō-seki.
- Hone-onna: Una donna scheletro che cerca l'amore di un uomo ma provoca la morte del suo amante, come raccontato nel racconto Botan Dōrō, il cui soggetto spettrale è uno dei tre onryō più famosi.
- Hō-ō: Il leggendario uccello cinese Fenghuang, che regna su tutti gli altri uccelli.
- Hoori: Il figlio più giovane di Ninigi-no-Mikoto e Konohanasakuya-hime, che sposò Toyotama-hime e divenne il nonno dell'imperatore Jinmu.
- Hoshi no Tama: Una sfera custodita da una kitsune (spirito volpe) che può conferire a chi la ottiene il potere di costringere la kitsune ad aiutarlo. Si dice che contenga alcune riserve del potere della kitsune.
- Hōsōshi: Un esorcista rituale con quattro occhi e una spada in mano, che guida i cortei funebri ed espelle gli spiriti maligni.
- Hosuseri: Il secondo figlio di Ninigi-no-Mikoto e Konohanasakuya-hime, di cui si sa poco, se non che è il prozio dell'imperatore Jinmu e il padre di Ahiratsu-hime.
- Hotei: Meglio conosciuto come Budai. Dio della fortuna, protettore dei bambini, patrono di indovini e baristi, e anche dio della popolarità. Uno delle Sette divinità della fortuna.
- Hotoke: Termine buddista usato per indicare, tra gli altri significati, una persona deceduta.
- Hyakki Yako: Una sfilata di fantasmi, spiriti e demoni che si svolge di notte.
- Hyakume: Uno spirito carnoso con cento occhi gialli fissi, che superficialmente ricorda un po' il nuppeppō.
- Hyōsube: Una variante kappa pelosa e notturna originaria del Kyūshū, che vive nelle grotte sottomarine e preferisce le melanzane ai cetrioli.

## I
- Ibaraki-doji: Il nome di un oni particolarmente famoso, subordinato di Shuten-dōji.
- Ichiren-bozu: Rosario che ha preso vita sotto forma di tsukumogami.
- Ikiryō: Essenzialmente un fantasma vivente, in quanto è l'anima di una persona vivente al di fuori del suo corpo. L'opposto di shiryō.
- Ikuchi: Un enorme e lunghissimo serpente marino che si sposta sulle imbarcazioni descrivendo un lungo e lento arco, mentre gocciola copiose quantità di un petrolio denso e viscoso, incontrato al largo della costa della provincia di Hitachi.
- Ikutsuhikone: Il quarto figlio di Amaterasu, nato da una gara di creazione di kami tra lei e suo fratello. Alcuni dicono che sia invece il figlio di Susanoo.
- Inari Ōkami: Il kami delle volpi, della fertilità, del riso, del tè e del sakè, dell'agricoltura e dell'industria, nonché della prosperità generale e del successo mondano.
- Inugami: Uno spirito canino creato, adorato e impiegato da una famiglia tramite la crudeltà magica sugli animali.
- Inugami Gyōbu: Nome di un bake-danuki di Matsuyama nella provincia di Iyo.
- Isetsuhiko: Un oscuro kami del vento di cui si parla nella provincia di Ise e nella provincia di Harima.
- Ishikori-dome no Mikoto: Il kami degli specchi, che, insieme alla divinità fabbro Ama-Tsu-Mara, creò lo specchio Yata no Kagami che aiutò ad attirare Amaterasu fuori dalla grotta Ama-no-Iwato e a restituire la luce al mondo. Per questo è adorata da scalpellini e specchieri ed è venerata come la divinità della fusione e della lavorazione dei metalli.
- Ishinagenjo: Un fenomeno marittimo nei pressi delle prefetture di Nagasaki, Enoshima e Saga, in cui si sente un forte tonfo vicino a una nave, come se un enorme masso fosse stato lanciato in mare, anche se non si vede alcun masso.
- Isonade: Un gigantesco mostro marino simile a uno squalo, con la coda ricoperta di aculei, avvistato al largo delle coste del Giappone occidentale.
- Issie: Una creatura lacustre simile al mostro di Loch Ness, che si trova nel lago Ikeda nel Kyūshū.
- Itsumade: Un inquietante mostro-uccello rettile sputafuoco con un volto quasi umano, chiamato così per il suo verso.
- Ittan-momen: Un rotolo di cotone proveniente dalla prefettura di Kagoshima che ha preso vita come uno tsukumogami e ora tenta di soffocare le persone avvolgendosi attorno ai loro volti.
- Iwanaga-hime: Figlia di Ōyamatsumi e sorella di Konohanasakuya-hime e Konohanachiru-hime. Lei e Konohanasakuya-hime furono offerte in sposa a Ninigi-no-Mikoto, ma lui la rifiutò a causa del suo aspetto, il che portò Ōyamatsumi a maledire lui e i suoi discendenti con vite brevi e mortalità.
- Iwasaku e Nesaku: Due kami stellari minori nati dal sangue di Kagutsuchi, venerati nella regione settentrionale del Kantō.
- Iyaya: Una donna attraente vista da dietro, ma con il viso di un uomo anziano vista di fronte.
- Izanagi: Un kami noto come il primo uomo, fratello-marito della prima donna, Izanami. Insieme crearono il Giappone, e tutti i kami che vennero dopo devono la vita a loro, in un modo o nell'altro.
- Izanami: Un kami noto come la prima donna, sorella-moglie del primo uomo, Izanagi. Morì dando alla luce Kagutsuchi e ora governa Yomi.

## J
- Jami: Uno spirito malvagio della montagna.
- Janjanbi: Palle di fuoco vaganti provenienti dalla prefettura di Nara, chiamate così per il suono che producono e considerate un tipo di onibi.
- Jatai: Un telo per paravento che prende vita come uno tsukumogami.
- Jibakurei: Un tipo di fantasma legato a un luogo o a una situazione specifica.
- Jigoku: La versione buddista giapponese dell'Inferno, dove i morti vanno dopo aver ricevuto il giudizio di Datsue-ba e Keneō. Lì pagano per i loro peccati, poi attendono la reincarnazione.
- Jikininki: Fantasmi di persone malvagie, condannate a mangiare cadaveri umani.
- Jinmenju: Un albero con fiori che assomigliano a teste umane, che sorridono e ridono anche quando i loro petali cadono e appassiscono come qualsiasi altro fiore.
- Jinmenken: Cani con volto umano menzionati nelle leggende metropolitane giapponesi.
- Jishin-namazu: Un pesce gatto gigante che vive sottoterra, vicino al Kaname-ishi, la roccia che sostiene l'arcipelago giapponese, che causa terremoti e tsunami quando si muove, nonostante sia trattenuto da Takemikazuchi. È stato ritenuto responsabile del terremoto e dello tsunami di Ansei.
- Jorōgumo: Un ragno yōkai che si trasforma in una donna attraente per attirare gli uomini come prede.
- Jubokko: Un albero vampirico che cresce sui vecchi campi di battaglia e intrappola chiunque gli si avvicini troppo per succhiargli il sangue con rami affilati e cavi.
- Jurōjin: Un dio con la forma di un vecchio, associato alla vecchiaia e alla longevità. Uno dei Sette divinità della fortuna.

## K
- Kagutsuchi: Un kami del fuoco, la cui nascita uccise sua madre Izanami, mandandola nello Yomi e creando il concetto di Morte, che fece infuriare suo padre Izanagi, che lo decapitò e lo tagliò in otto pezzi, creando così otto vulcani. Alcuni dicono che Amatsu-Mikaboshi sia nato dal suo sangue, insieme a numerosi altri kami.
- Kahaku: Un altro termine per kappa.
- Kaibyō: Gatti soprannaturali, i più noti dei quali sono il bakeneko e il nekomata, insieme in alcuni casi al maneki neko.
- Kakurezato: Villaggi nascosti nelle profondità delle montagne, dove gli abitanti vivono in pace e senza conflitti. Solo chi è particolarmente buono può imbattersi nel kakurezato, ma non può tornarci una volta partito.
- Kamaitachi: La donnola dagli artigli falciformi che infesta le montagne della regione di Kōshin'etsu e che viaggia cavalcando mulinelli di polvere.
- Kambarinyūdō: Uno spirito monaco che spia le persone mentre usano il bagno.
- Kameosa: Un barattolo di sakè che ha preso vita come uno tsukumogami.
- Kami: Termine generico per indicare divinità e spiriti nella religione shintoista.
- Kamikiri: Uno yōkai che taglia di nascosto i capelli sulla testa delle persone.
- Kamimusubi: Terzo dei primi esseri a venire all'esistenza quando i cieli e la terra presero forma, piantò i primi chicchi di grano dopo che Susanoo o Tsukuyomi uccisero Uke-Mochi, che li aveva inizialmente prodotti. È il padre di Ame-no-Koyane e forse il padre di Sukuna-hikona. È un hitorigami e uno dei cinque kotoamatsukami.
- Kamiumi: Dopo il kuniumi, in cui Izanagi e Izanami crearono la terra del Giappone, crearono molti (ma non tutti) gli innumerevoli kami che abitano la terra, culminando infine nella nascita di Kagutsuchi e nella morte di Izanami, che portò alla creazione di ancora più kami quando Izanagi andò a Yomi per recuperarla ma finì per fuggire. Gli ultimi tre nati furono Amaterasu, Susanoo e Tsukuyomi, quando si purificò dopo la sua fuga.
- Kamiyonanayo: Le sette generazioni di kami che vennero all'esistenza dopo che i cieli e la terra presero forma ma prima della nascita del Giappone, iniziando con Kuni-no-Tokotachi e culminando in Izanagi e Izanami.
- Kamo no Okimi: Figlio di Kotoshironushi e Tamakushi-hime, fratello di Himetataraisuzu-hime e antenato del clan Kamo e del clan Miwa.
- Kamotaketsunumi no Mikoto: Nipote di Kamimusubi e figlio di Futodama, padre di Tamakushi-hime, è meglio conosciuto come Yatagarasu, di cui è l'incarnazione. È il fondatore del clan Kamo e la divinità del santuario di Shimogamo.
- Kamuō Ichihime: Figlia di Ōyamatsumi e seconda moglie di Susanoo, zia di Kushinadahime e madre di Ukanomitama e Toshigami.
- Kaname-ishi: Una roccia mitologica che si dice tenga sotto controllo l'arcipelago giapponese. Quando viene scossa, si verificano terremoti, come nel caso del pesce gatto Namazu che vive nelle sue vicinanze. Si dice che Takemikazuchi trattenga Namazu, ma a volte abbassa la guardia.
- Kanedama: Uno spirito che trasporta denaro.
- Kangiten: Il dio della Beatitudine con la testa di elefante, venerato principalmente nelle scuole Shingon e Tendai del Buddismo giapponese, paragonabile a Gaṇeśa.
- Kappa: Un famoso mostro acquatico simile a un rettile, con la testa piena d'acqua e un debole per i cetrioli.
- Karasu-tengu: Un tengu di basso rango che assomiglia a un uccello antropomorfo.
- Karura: Un'aquila divina antropomorfa imparentata con il Garuḍa indù.
- Kasa Obake: Un mostro a forma di ombrello di carta che a volte è considerato uno tsukumogami.
- Kasha: Un demone simile a un carro che scende dal cielo, o un demone simile a un gatto, che porta via i cadaveri dei malfattori.
- Katawaguruma: Un tipo di wanyūdō, con una donna angosciata al posto della testa di un monaco in una ruota in fiamme.
- Kawaakago: Uno spirito del fiume che finge di essere un bambino che piange per attirare la gente e farle degli scherzi che a volte si rivelano fatali per la vittima.
- Kawa-no-Kami: Il re degli dei fluviali, al servizio dell'imperatore. È menzionato solo nel Man'yōshū.
- Kawauso: Spiriti lontra di fiume mutaforma e dispettosi.
- Kaya-no-hime: Un kami definito della vegetazione, dell'erba e dei campi. È considerata la protettrice dei campi e un'antenata delle erbe. È figlia di Izanagi e Izanami, e sorella di Ōyamatsumi, che è anche suo marito.
- Kechibi: Palle di fuoco con volti umani al loro interno, raccontate nella prefettura di Kōchi e ritenute un tipo di onryō.
- Keneō: Un vecchio seduto negli Inferi che pesa i vestiti (o la pelle) datigli da Datsue-ba e quindi emette un giudizio.
- Kesaran Pasaran: Soffici palline bianche che fluttuano senza meta nell'aria e sono foriere di buona fortuna.
- Keukegen: Una piccola creatura simile a un cane, ricoperta interamente di pelo lungo, ritenuta da alcuni uno spirito maligno.
- Kijimuna: Spiriti degli alberi di Okinawa che assomigliano a bambini piccoli con i capelli rossi.
- Kijo: Termine che indica gli oni di sesso femminile, il più famoso dei quali è Onibaba.
- Kinoko: Una variante dello yamawaro della regione del Kinki che, nelle rarissime occasioni in cui è visibile, somiglia a un bambino molto piccolo.
- Kirin: La versione giapponese del qilin cinese, in parte drago e in parte cervo, con corna, squame di pesce e coda di bue. Si dice che sia una creatura protettiva e custode dell'elemento metallo.
- Kisshōten: Dea della fortuna, associata alla bellezza, alla felicità e alla fertilità. Una delle Sette divinità della fortuna, anche se a volte viene omessa in favore di Fukurokuju.
- Kitsune: Spiriti volpe mutaforma dispettosi, dotati di un massimo di nove code.
- Kitsunebi: Luci fantasma atmosferiche che si pensa siano fiamme create da un kitsune.
- Kitsune no yomeiri: Una sfilata di luci fantasma che ricorda un corteo nuziale, si pensa sia dovuta al matrimonio di due kitsune.
- Kiyohime: Una donna che si trasformò in un demone serpente a causa della rabbia per un amore non corrisposto.
- Kodama: Si dice che gli spiriti che vivono negli alberi siano la causa degli echi.
- Kōjin: Il kami del fuoco, del focolare e della cucina. Si dice che rappresenti il fuoco come forza controllata e che distrugga ogni impurità.
- Kokakuchō: Un uccello notturno che si dice rubi i bambini ed è associato all'ubume.
- Komainu: Una coppia di cani-leone che sorvegliano gli ingressi dei templi e dei santuari.
- Komayō: Una misteriosa incantatrice (駒妖) della regione del Kansai che appare durante la luna piena per sfidare le persone a partite di ōgi, una variante dello shōgi. Si dice che coloro che accettano la sua sfida abbiano le loro anime trasformate in yūrei (fantasmi). Avvistamenti moderni sono stati segnalati in aree urbane.
- Konaki-jiji: Lo spirito vendicativo di un bambino lasciato morire, piange finché qualcuno non lo raccoglie, poi si trasforma in una pesante pietra e lo schiaccia.
- Konjin: Un kami dei punti cardinali, che cambia posizione con l'anno, il mese lunare e la stagione. Qualunque posizione scelga è considerata sfortunata, quindi vengono creati calendari in modo che le persone possano evitarla.
- Konohanachiru-hime: Una figlia di Ōyamatsumi, la sorella di Iwanaga-hime e Konohanasakuya-hime e la moglie di Yashimajinumi. È un'antenata di Ōkuninushi.
- Konohanasakuya-hime: Kami del Monte Fuji e di tutti i vulcani, conosciuta anche come la principessa dei fiori, simbolo della delicata vita terrena. È figlia di Ōyamatsumi, sorella di Iwanaga-hime e Konohanachiru-hime, moglie di Ninigi-no-Mikoto e madre di Hoori e dei suoi due fratelli, Hoderi e Hosuseri.
- Konoha-tengu: Un tengu di basso rango che assomiglia a un uccello antropomorfo.
- Koromodako: Uno yōkai simile a un polpo che cambia dimensione e vive nelle acque al confine tra Kyoto e la prefettura di Fukui.
- Koropokkuru: Una razza di piccole persone del folklore Ainu che un tempo commerciavano con gli umani, ma che nel frattempo sono scomparse.
- Korōri: Una bestia ibrida che assomiglia a un tanuki con le strisce di una tigre e la bocca di un lupo.
- Kosenjōbi: Palle di fuoco che fluttuano sopra ex campi di battaglia.
- Kosode-no-te: Un kosode che ha preso vita come uno tsukumogami.
- Kotoamatsukami: Termine generico per indicare i primi cinque kami ad esistere quando nacque l'universo, ma prima che i cieli e la terra prendessero forma, nati senza alcuna procreazione.
- Kotobuki: Una chimera giapponese con le caratteristiche degli animali dello zodiaco cinese: testa di topo, orecchie di coniglio, corna di bue, criniera di cavallo, cresta di gallo, barba di pecora, collo di drago, schiena come quella di un cinghiale, spalle e ventre di tigre, braccia di scimmia, quarti posteriori di cane e coda di serpente.
- Koto-furunushi: Un koto che ha preso vita come tsukumogami e ora ha un volto demoniaco e lascivo e una criniera fatta di fili, ma in genere rimane fermo e non fa nulla.
- Kotoshironushi: Figlio di Ōkuninushi e Nunakawahime, marito di Tamakushi-hime, fratello di Ajisukitakahikone e Takeminakata, padre di Kamo no Okimi e forse padre di Himetataraisuzu-hime. Accettò silenziosamente la retrocessione del padre da sovrano della Terra in favore di Ninigi-no-Mikoto. Consigliò l'imperatrice Jingū durante la sua invasione della Corea ed è una delle otto divinità incaricate di proteggere la corte imperiale.
- Kubikajiri: Una bestia senza testa che infesta i cimiteri notturni, emana un odore di sangue fresco e mangia le teste delle sue vittime.
- Kuchisake-onna: Lo spirito maligno di una donna il cui volto è stato sfigurato in un Glasgow smile, che attacca le persone per infliggere mutilazioni identiche a quei pochi che non uccide direttamente.
- Kuda-gitsune: Un piccolo animale simile alla volpe, usato nella stregoneria.
- Kudan: Una mucca con la faccia umana che profetizzava un'epidemia o un raccolto abbondante e ordinava di appendere la sua immagine in vari luoghi per buona fortuna.
- Kuebiko: Un kami della saggezza popolare, della conoscenza e dell'agricoltura, comunemente raffigurato come uno spaventapasseri.
- Kukunochi: Il kami degli alberi, venerato in occasione delle cerimonie di innalzamento dei tetti e della benedizione di nuove case. È figlio di Izanagi e Izanami o di Shinatsuhiko, e fratello di Watatsumi e Ōyamatsumi.
- Kukurihime: Il kami che fece da mediatore tra Izanagi e Izanami dopo la fuga di quest'ultima da Yomi. Per questo motivo è considerata la dea del matrimonio e dell'armonia.
- Kumanokusubi: Il quinto figlio di Amaterasu, creato durante una competizione per la creazione di kami tra lei e Susanoo.
- Kumo Yokai: Un demone ragno giapponese.
- Kunado-no-Kami: I kami locali sono principalmente legati alla protezione contro i disastri e gli spiriti maligni. Proteggono i confini dei villaggi.
- Kunekune: Una lunga e sottile striscia di carta che ondeggia nei campi di riso o d'orzo durante le estati calde: questo yōkai è in realtà un'invenzione recente.
- Kuni-no-Tokotachi: Uno dei due dei nati dopo la formazione del cielo e della terra, nato da un germoglio di canna che cresce tra cielo e terra. È un hitorigami e il primo dei kamiyonanayo, le sette generazioni di kami che culminano in Izanagi e Izanami.
- Kunitama: Un tipo di kami che funge da divinità tutelare o guardiano di una provincia del Giappone o talvolta di altre aree nello Shinto.
- Kunitsukami: Il termine generico per i kami della terra, che vivono sulla Terra, in contrapposizione agli amatsukami che vivono a Takamagahara. Sono considerati personificazioni della terra e sono quindi associati alle aree geografiche insieme ai loro abitanti. Anche le famiglie non reali li considerano i propri antenati.
- Kuniumi: La creazione della massa continentale primordiale di Onogoroshima da parte di Izanagi e Izanami, seguita dalla creazione delle isole del Giappone. I kamiumi, dove nacquero i kami della terra, vennero in seguito.
- Kuni-yuzuri: Il passaggio di consegne del Giappone dai kami terreni (i kunitsukami) ai kami celesti (gli amatsukami) e ai loro discendenti, la Casa Imperiale del Giappone.
- Kuraokami: Un drago giapponese e divinità shintoista della pioggia e della neve, nato dal sangue o dal corpo di Kagutsuchi dopo che Izanagi lo uccise perché la sua nascita aveva ucciso Izanami.
- Kusanagi no Tsurugi: Una spada che Susanoo trovò in una delle code dello Yamata no Orochi dopo averlo ucciso e che in seguito donò ad Amaterasu per appianare un'antica disputa tra loro. Fa parte delle insegne imperiali del Giappone.
- Kushinadahime: Una delle mogli di Susanoo, che salvò dall'essere divorato dallo Yamata no Orochi. Era la madre di Yashimajinumi.
- Kuzenbo: Il re di tutti i kappa, che vive nel fiume Chikugo, che scorre attraverso le prefetture di Fukuoka e Saga. In origine era semplicemente il capo dei kappa di montagna, finché non vinse una gara contro Sha Wujing per il comando dei kappa di fiume.
- Kuzuryū: Divinità drago a nove teste, talvolta associata all'acqua.
- Kyōkotsu: Una figura scheletrica che emerge da un pozzo dove qualcuno è morto di morte violenta.
- Kyonshii: La versione giapponese del vampiro saltellante cinese, noto come jiangshi.
- Kyōrinrin: Pergamene o documenti che hanno preso vita sotto forma di tsukumogami.
- Kyubi: Un altro nome per kitsune.

## M
- Makuragaeshi: Uno yōkai che gira i cuscini e muove i corpi dei dormienti.
- Maneki neko: Spirito felino portatore di fortuna, comunemente raffigurato nelle statuette.
- Mazoku: Termine generico per demoni, diavoli e spiriti maligni.
- Mekurabe: I teschi umani che si moltiplicano e si combinano e che minacciano Taira no Kiyomori nel suo cortile in Heike monogatari.
- Menreiki: Uno tsukumogami composto da maschere gigaku.
- Miage-nyūdō: Un tipo di mikoshi-nyūdō dell'isola di Sado che cresce in altezza tanto velocemente quanto lo si guarda dal basso, ma scompare se lo si guarda verso il basso.
- Mikaribaba: Una vecchia donna con un occhio solo della regione di Kantō.
- Mikoshi-nyūdō: Un goblin calvo con un collo allungabile che si diverte a spaventare la gente sbirciando da sopra paraventi e simili.
- Misaki: Termine utilizzato per indicare vari spiriti divini di alto rango, derivato dal nome dell'avanguardia di un kannushi.
- Mitama: Lo spirito di un kami o l'anima di una persona morta, composta da quattro parti: l'ara-mitama, il nigi-mitama, il saki-mitama e il kushi-mitama.
- Mizuchi: Un pericoloso drago d'acqua, ritenuto da alcuni una divinità.
- Mizuhanome: Un kami d'acqua nato dall'urina di [Izanami] mentre moriva, incaricato, con il suo ultimo respiro, di placare Kagutsuchi qualora fosse diventato violento e di spegnere i suoi fuochi. È la sorella di Wakumusubi, nato nello stesso modo.
- Mokumokuren: Uno sciame di occhi che appare sulle pareti scorrevoli di carta strappata di vecchi edifici.
- Momonjii: Uno spirito dispettoso che assume la forma di un vecchio e aspetta i viaggiatori a ogni bivio della strada.
- Mononoke: Termine generico per indicare qualsiasi creatura/entità dispettosa o fastidiosa di origine incerta, talvolta usato per riferirsi agli yōkai.
- Moreya: Un kami famoso per aver combattuto contro Takeminakata, è il mitico antenato del clan Moriya.
- Morinji-no-kama: Un altro nome per Bunbuku Chagama, la teiera bake-danuki.
- Mōryō: Termine generico per indicare vari demoni acquatici che mangiano cadaveri.
- Mujina: Uno spirito tasso mutaforma.
- Myōbu: Titolo talvolta attribuito a un kitsune servitore di Inari Ōkami di rango superiore.
- Myōjin: Titolo storicamente attribuito ai kami e, per estensione, ai loro santuari.
- Myōken: Deificazione della Stella Polare, venerata principalmente nelle scuole Shingon, Tendai e Nichiren del Buddismo giapponese.

## N
- Nakisawame: Un kami di acqua sorgiva, nato dalle lacrime versate da Izanagi dopo la morte di Izanami durante il parto di Kagutsuchi.
- Namahage: Un demone rituale-disciplinare originario della penisola di Oga, nella prefettura di Akita, il cui scopo è spaventare i bambini cattivi affinché si comportino bene.
- Namazu: Un pesce gatto gigante che vive sottoterra, vicino al kaname-ishi, la roccia che sostiene l'arcipelago giapponese, e che provoca terremoti quando si muove. Si dice che Takemikazuchi riesca a frenarlo, ma a volte abbassa la guardia.
- Nekomata: Uno yōkai gatto malvagio con due code o una coda biforcuta, diverso dal bakeneko perché solitamente non cambia forma.
- Ne-no-kuni: Un regno mitico che a volte è considerato lo stesso di Yomi e Tokoyo no Kuni. Si dice che Susanoo ne sia il sovrano.
- Nikujin: Un altro nome per nuppeppō.
- Ningen: Questo yōkai è un'enorme creatura marina simile a una balena bianca con caratteristiche umanoidi, che vive negli oceani subantartici. È in realtà un'invenzione recente.
- Ningyo: Un pesce o una sirena, la cui carne si dice talvolta garantisca buona salute e lunga vita, se non addirittura l'immortalità.
- Ninigi-no-Mikoto: Nipote della dea del sole Amaterasu e bisnonno del primo imperatore del Giappone, l'imperatore Jimmu. Gli amatsukami lo inviarono da Takamagahara per sostituire Ōkuninushi come sovrano della Terra.
- Nobusuma: Un mostro simile a uno scoiattolo volante (probabilmente ispirato allo scoiattolo volante gigante indiano).
- Noderabō: Uno spirito monaco che infesta i templi abbandonati e suona la campana quando non c'è nessuno nei paraggi.
- Nogitsune: Un tipo pericoloso di kitsune proveniente dal Kyūshū, noto per possedere le persone.
- Noppera-bō: Un fantasma senza volto che si diverte a spaventare la gente e che a volte viene confuso con il mujina.
- Nozuchi: Una creatura grassa simile a un serpente.
- Nue: Una chimera giapponese con la testa di una scimmia, il corpo di un cane procione, le zampe di una tigre e una coda a forma di testa di serpente. Affliggeva l'imperatore con incubi nell'Heike Monogatari.
- Nukekubi: Un mostro feroce dalle sembianze umane, la cui testa si stacca dal corpo, spesso confuso con il molto più pacifico rokurokubi, il cui collo si estende semplicemente all'infinito.
- Nunakawahime: Un kami che aiuta con il canto, la benedizione dei bambini e facilita il parto. È la moglie di Ōkuninushi e la madre di Ajisukitakahikone, Kotoshironushi e Takeminakata.
- Nuppeppō: Un pezzo animato di carne in decomposizione con caratteristiche vagamente umanoidi, ritenuto da alcuni un tipo di noppera-bō.
- Nurarihyon: Uno strano personaggio dalla testa grande che si intrufola nelle case nelle serate più affollate. Alcuni dicono che sia il capo di tutti gli yōkai.
- Nure-onna: Un enorme mostro simile a un serpente con la testa di donna, che appare sulla riva del mare.
- Nuribotoke: Un cadavere animato con la carne annerita e i bulbi oculari penzolanti.
- Nurikabe: Un muro spettrale proveniente dal Kyūshū che intrappola e disorienta i viaggiatori di notte.
- Nyūdō-bōzu: Uno yōkai che cresce più in alto quanto più si guarda in alto ed è quindi considerato un tipo di mikoshi-nyūdō, in alcuni luoghi si ritiene che sia un tanuki o un mujina.
- Nyūnaisuzume: Passeri che volarono dalla bocca del poeta esiliato Fujiwara no Sanekata.

## O
- Obake: Vari spiriti mutaforma che sono un tipo di yōkai, conosciuti anche come bakemono.
- Obariyon: Uno yōkai che cavalca una vittima umana e diventa insopportabilmente pesante.
- Oboroguruma: Un carro trainato da buoi con un volto al suo interno che appare nelle notti nebbiose di luna a Kyoto.
- Ōgama: Un rospo gigante che sputa un fumo simile all'arcobaleno e brandisce una lancia gigantesca contro chiunque lo attacchi.
- Oiwa: Il fantasma di una donna dal volto sfigurato, avvelenata e uccisa dal marito. L'onryō più famoso di tutti.
- Ōkaburo: Uno yōkai travestito che infesta i bordelli.
- Okami: Un potente spirito lupo che può togliere la vita a una persona o proteggerla, a seconda delle azioni che l'individuo compie nella sua vita.
- Okiku: Il fantasma di una serva che conta i piatti e che ha incontrato una fine tragica. Uno dei tre onryō più famosi.
- Ōkubi: L'enorme volto di una donna che appare nel cielo, presagendo o causando un disastro.
- Ōkuninushi: Un kami della costruzione della nazione, dell'agricoltura, della medicina e della magia protettiva. È il figlio di Ame-no-Fuyukinu, marito di Nunakawahime e padre di Ajisukitakahikone, Kotoshironushi e Takeminakata. Era il capo dei kami terrestri (i kunitsukami) e il sovrano originale della Terra finché i kami celesti (gli amatsukami) non gli chiesero di dimettersi in loro favore. Il suo sostituto fu Ninigi-no-Mikoto.
- Okuri-inu: Un cane spettrale che segue i viaggiatori solitari, attaccandoli se inciampano e cadono. Simile al cane nero del folklore inglese.
- Ōmagatoki: Il momento del crepuscolo, quando il mondo spirituale e il mondo materiale si sovrappongono e le creature della notte escono per giocare fino all'arrivo dell'alba.
- Omizunu: Pronipote di Susanoo e padre di Ame-no-Fuyukinu, famoso per aver esteso la provincia di Izumo, trascinando con sé un pezzo di terra di Silla. Diede anche il nome alla provincia, chiamandola con il suo nome.
- Omoikane: Il kami dell'intelligenza e della saggezza, chiamato a fornire buoni consigli nelle deliberazioni delle divinità celesti. È figlio di Takamimusubi e fratello di Futodama e Takuhadachiji-hime.
- Ōmononushi: Il mitama di Ōkuninushi, dio della fondazione della nazione, dell'agricoltura, degli affari, della medicina, della birra e della navigazione.
- Ōmukade: Un centopiedi gigante che si nutre di esseri umani e vive in montagna, e che ritiene tossica la saliva umana.
- Oni: Il classico demone giapponese. È una creatura simile a un orco, spesso dotata di corna.
- Onibaba: La strega demoniaca di Adachigahara.
- Onibi: Una fiamma demoniaca che succhia la vita a chiunque le si avvicini troppo.
- Onihitokuchi: Una specie di oni con un occhio solo che uccide e mangia gli esseri umani, abbastanza grande da divorare un uomo in un solo boccone.
- Onikuma: Un orso yōkai bipede della valle di Kiso, nella prefettura di Nagano, che trasporta il bestiame fuori dai villaggi di notte.
- Onmoraki: Un demone-uccello creato dagli spiriti dei cadaveri appena morti.
- Onmyōji: Un essere umano dotato di poteri simili a quelli di uno yōkai, solitamente impiegato dalla corte imperiale per rituali divinatori e simili.
- Onogoroshima: Izanagi e Izanami elevarono la massa continentale primordiale dal mare con la lancia Ame-no-Nuboko. Poi costruirono un palazzo sulla cima con una grande colonna al centro. Fatto ciò, girarono intorno alla colonna in direzioni opposte e, quando si incontrarono sul lato opposto, si sposarono e iniziarono a dare vita alle isole del Giappone.
- Onryō: Un fantasma vendicativo formato da sentimenti potenti come rabbia o dolore.
- Onyudo: Termine generico per indicare gli yōkai che assumono l'aspetto di monaci buddisti.
- Osakabehime: Un'anziana yōkai che risiede nel castello di Himeji, nella prefettura di Hyōgo, e che riesce a leggere e manipolare i cuori delle persone.
- Osaki: Termine che indica la possessione da parte di una kitsune.
- Oshira-sama: Una divinità tutelare della casa. Quando è in casa, non si può mangiare carne e solo le donne possono toccarla.
- Oto-hime: Figlia di Ryūjin, il Dio Drago, narrata nel racconto di Urashima Tarō.
- Otoroshi: Una creatura pelosa che si appollaia sui portali torii dei santuari e dei templi.
- Ouni: Un tipo di yama-uba con la bocca tagliata e il corpo ricoperto di lunghi peli neri.
- Oyagami: Un antenato, una divinità o l'anima di un antenato che viene venerato come una divinità in un determinato clan.
- Oyamakui no Kami: Il kami androgino, probabilmente ermafrodita, delle montagne e della buona salute, figlio di Toshigami e nipote di Susanoo.
- Ōyamatsumi: Un kami delle montagne, dei mari e della guerra, fratello maggiore di Amaterasu, Susanoo e Tsukuyomi, nato dal sangue o dal corpo di Kagutsuchi quando Izanagi lo uccise dopo che la sua nascita uccise Izanami. È fratello e marito di Kaya-no-hime, padre di Konohanasakuya-hime, Konohanachiru-hime e Iwanaga-hime e di molte altre, e nonno di Hoderi, Hosuseri e Hoori.

## R
- Raijin: Il dio shintoista del tuono, fratello di Fūjin, il dio del vento. Furono liberati nel mondo quando Izanagi fuggì da Yomi.
- Raijū: Una bestia simile a un cane che cade a terra in un fulmine. Si dice che sia la compagna di Raijin.
- Raitaro: Si dice che sia un dio del tuono figlio di Raijin.
- Reikon: Termine shintoista per indicare l'anima che, dopo la morte, rimane in una specie di purgatorio finché non vengono celebrati i dovuti riti funebri.
- Rōjinbi: Un fuoco spettrale che appare insieme a una persona anziana, a volte si ritiene sia opera di un tengu.
- Rokurokubi: Una persona, solitamente di sesso femminile, il cui collo può allungarsi all'infinito, a differenza del ben più feroce nukekubi, la cui testa si stacca completamente.
- Ryūgū: Il Palazzo del Drago sottomarino dove Ryūjin, il Dio Drago, vive insieme a sua figlia, Oto-hime.
- Ryūjin: Il dio drago del mare, che dimora nel Palazzo del Drago sottomarino ed è il padre di Oto-hime.
- Ryū: Il drago giapponese, solitamente associato all'acqua e alla pioggia.

## S
- Sa Gojō: Il mostro acquatico Sha Wujing de Il viaggio in Occidente, spesso interpretato in Giappone come un kappa.
- Sakabashira: Un pilastro di legno capovolto in un tempio che attrae gli yōkai e porta sfortuna.
- Samebito: Uno squalo-uomo proveniente dal Palazzo del Drago sottomarino.
- Sankai: Uno spirito amorfo della placenta che prende il posto del bambino se la madre incinta non viene adeguatamente accudita.
- Sansei: Uno yōkai umanoide con una sola gamba piegata all'indietro.
- Sarakazoe: Un tipo di onibi che ha l'aspetto di un piatto per contare.
- Sarutahiko Ōkami: Il kami patrono delle arti marziali e guardiano del ponte Ame-no-ukihashi. Inizialmente bloccò la discesa di Ninigi-no-Mikoto sulla Terra, finché Ama-no-Uzume non lo convinse a lasciarlo passare. In seguito sarebbe diventato suo marito.
- Satori: Una creatura simile a una scimmia che vive in montagna e riesce a leggere i pensieri, originaria della prefettura di Gifu.
- Sazae-oni: Una turbinidae molto vecchia, solitamente trent'anni, che ha acquisito la capacità di trasformarsi in una donna.
- Seiryū: La versione giapponese del drago azzurro cinese.
- Senbiki-ōkami: Un fenomeno in cui un branco di lupi insegue un cacciatore su un albero, per poi ammassarsi in modo da formare una scala su cui il lupo più grande può arrampicarsi per raggiungere il cacciatore.
- Sesshō-seki: La "pietra mortale" che emette gas velenoso in cui lo spirito di Tamamo no Mae si trasformò dopo la sua sconfitta finale nella forma di Hoji, fino all'esorcismo finale del suo spirito pentito.
- Shachihoko: Una carpa con la testa di drago, la cui immagine è spesso utilizzata in architettura.
- Shibaemon-tanuki: Un bake-tanuki dell'isola Awaji. Uno dei tre tanuki più famosi.
- Shichinin misaki: Si racconta di un gruppo di sette fantasmi che vivono nella regione di Chūgoku e Shikoku e che infettano i viventi, tentando di ascendere al Paradiso costringendo le loro vittime a prendere il loro posto.
- Shidaidaka: Uno yōkai umanoide che cambia dimensione e appare sopra le strade nella regione di Chūgoku.
- Shikigami: Uno spirito o kami minore evocato per eseguire gli ordini di un onmyōji.
- Shikome: Donne selvagge, o forse una sola donna selvaggia, inviate da Izanami per inseguire Izanagi mentre fuggiva da Yomi.
- Shinatsuhiko: Un kami del vento, creato quando Izanagi soffiò via le nuvole mattutine dalle isole appena create del Giappone.
- Shinigami: Spiriti maligni che appaiono nei luoghi in cui le persone hanno subito una morte violenta e cercano di indurne altre a subire morti simili, se non identiche.
- Shintai: Oggetti fisici venerati nei santuari shintoisti o nelle loro vicinanze come luoghi di rifugio per spiriti o kami. Non sono i kami stessi, ma solo luoghi temporanei che li rendono accessibili al culto umano. Sono, per natura e necessità, yorishiro, oggetti capaci di attrarre i kami.
- Shiranui: Una fiamma misteriosa è stata avvistata sui mari della prefettura di Kumamoto.
- Shirime: Un'apparizione nella forma di un uomo con un occhio al posto dell'ano.
- Shironeri: Zanzariere o vestiti antipolvere che hanno preso vita sotto forma di tsukumogami.
- Shiryō: Le anime dei morti, l'opposto di ikiryō.
- Shīsā: La versione di Okinawa dello shishi.
- Shishi: La coppia leone-cane che sorveglia gli ingressi dei templi.
- Shōjō: Spiritelli del mare dai capelli rossi amanti dell'alcol, alcuni credono che siano in realtà oranghi.
- Shōkera: Una creatura che sbircia attraverso i lucernari delle vecchie case.
- Shuten-dōji: Il nome di un oni particolarmente potente ucciso da Minamoto no Yorimitsu.
- Sōjōbō: Il famoso daitengu del monte Kurama, che governa tutti i tengu come loro re e dio.
- Sorei: Gli spiriti degli antenati che sono stati oggetto di speciali servizi commemorativi tenuti in momenti stabiliti dopo la loro morte.
- Son Goku: Il re scimmia Sun Wukong da Il viaggio in Occidente.
- Suijin: Nome dato al kami dell'acqua e ad un'ampia varietà di creature mitiche e magiche che vivono nell'acqua.
- Suiko: Un altro nome per kappa.
- Sukuna-hikona: Il kami shintoista delle onsen (sorgenti termali), dell'agricoltura, della guarigione, della magia, della produzione di sakè e della conoscenza. Figlio di Kamimusubi o Takamimusubi, aiutò Ōkuninushi a costruire la terra conosciuta come provincia di Izumo.
- Sumiyoshi Sanjin: Nome collettivo per tre divinità del mare e della vela, nate insieme a Watatsumi quando Izanagi si purificò dopo essere tornato da Yomi.
- Sunakake-baba: Una vecchia che tira sabbia in faccia alla gente.
- Sunekosuri: Uno yōkai simile a un cane proveniente dalla prefettura di Okayama che si strofina contro le gambe delle persone di notte o quando piove, intralciando il loro cammino.
- Susanoo: Il dio shintoista della tempesta, fratello di Amaterasu, la dea del sole, e Tsukuyomi, il dio della luna. Fu bandito da Takamagahara e alcuni dicono che ora regni su Ne-no-kuni.
- Suzaku: La versione giapponese dell'Uccello Vermiglio cinese.
- Suzuri-no-tamashii: Una pietra per inchiostro che ha preso vita come uno tsukumogami.

## T
- Tajimamori: Il kami dei dolci, inviato dall'imperatore Suinin a recuperare un frutto magico dalla terra di Tokoyo no Kuni. Ritornò dopo dieci anni e scoprì che l'imperatore era morto. Diede parte del frutto alla vedova dell'imperatore e offrì il resto alla tomba dell'imperatore, per poi morire di dolore.
- Takakuraji: Pronipote di Watatsumi, figlio di Amenohoakari e antenato del clan Owari, aiutò l'imperatore Jinmu nella spedizione orientale. Takemikazuchi lasciò la sua spada nel magazzino di Takakuraji, dove Takakuraji la trovò e poi la diede all'imperatore Jinmu dopo aver ricevuto l'ordine in sogno.
- Takamagahara: La dimora dei kami celesti (l'amatsukami), solitamente raffigurata come situata nel cielo e collegata alla terra sottostante da un ponte galleggiante chiamato Ame-no-ukihashi, custodito da Sarutahiko Ōkami.
- Takamimusubi: Un kami dell'agricoltura e il secondo dei primi esseri ad emergere quando i cieli e la terra presero forma. È un hitorigami, uno dei cinque kotoamatsukami e padre di Futodama, Omoikane e Takuhadachiji-hime e forse padre di Sukuna-hikona.
- Takaonna: Uno spirito femminile che può allungare la vita per scrutare l'interno degli edifici.
- Takarabune: Una nave mitica pilotata nei cieli dai Sette divinità della fortuna durante i primi tre giorni del Nuovo Anno.
- Takemikazuchi: Un dio della spada, un dio del tuono e un partecipante al primo incontro di sumo di cui si abbia notizia, quello contro Takeminakata. È figlio di Ame-no-ohabari, figlio del sangue versato da Kagutsuchi. Ha anche sottomesso Amatsu-Mikaboshi e cerca di impedire al gigantesco pesce gatto Namazu di causare terremoti presso il Kaname-ishi, la roccia che sostiene l'arcipelago giapponese.
- Takeminakata: Un kami del vento, dell'acqua, della caccia e della guerra, antenato del clan Suwa, tra gli altri. Figlio di Ōkuninushi e Nunakawahime, marito di Yasakatome e fratello di Ajisukitakahikone e Kotoshironushi. Fu l'avversario di Takemikazuchi nel primo incontro di sumo di cui si abbia notizia.
- Takitsuhiko: Un kami delle cascate, figlio di Ajisukitakahikone e nipote di Kotoshironushi e Takemikazuchi.
- Takuhadachiji-hime: Kami del tessile, figlia di Takamimusubi, sorella minore di Omoikane, moglie di Ame-no-oshihomimi e madre di Ninigi-no-Mikoto e Amenohoakari.
- Tamakushi-hime: Figlia di Kamotaketsunumi no Mikoto, moglie di Kotoshironushi o Ōmononushi e madre di Himetataraisuzu-hime, prima imperatrice del Giappone, seconda moglie dell'imperatore Jinmu.
- Tamamo no Mae: Una malvagia volpe a nove code che si presentò come una cortigiana per sedurre l'imperatore Konoe.
- Tamanooya-no-Mikoto: Il kami che creò la gemma Yasakani no Magatama. È l'antenato del clan Shinabe.
- Tamayori-hime: Figlia di Watatsumi e sorella di Toyotama-hime, crebbe al suo posto il figlio di sua sorella, Ugayafukiaezu. In seguito divenne sua moglie e madre dell'imperatore Jinmu.
- Ta-no-Kami: Un kami che osserva la raccolta delle piante di riso per ottenere un buon raccolto e, in quanto tale, è venerato da contadini e agricoltori.
- Tanuki: Il cane procione giapponese. Nel folclore, i tanuki hanno la capacità di cambiare forma.
- Tanuki-bayashi: Un fenomeno per cui si sentono flauti e tamburi di notte, senza alcuna fonte visibile. Si pensa che sia un trucco dei tanuki.
- Teke Teke: Lo spirito vendicativo di una studentessa uccisa, con il corpo dimezzato nella parte superiore del busto, che va in giro a uccidere le persone tagliandole a metà in vita con una falce, imitando così il suo stesso sfiguramento.
- Ten: Una donnola dispettosa e mutaforma.
- Tengu: Un demone saggio con due varianti: un vecchio dalla pelle rossa e dal naso lungo, oppure un uccello antropomorfo.
- Tenjin: Il kami patrono degli accademici, degli studiosi, della cultura e dell'intellighenzia. È la deificazione di Sugawara no Michizane.
- Tenjōkudari: Uno yōkai femmina che striscia sul soffitto.
- Tenka: Luci fantasma atmosferiche, un tempo ritenute un tipo di onryō.
- Tenko: Uno spirito volpe anziano che ha ottenuto la sua nona e ultima coda, raggiungendo così il massimo del suo potere.
- Ten'nin: La versione buddista giapponese degli angeli.
- Tenome: Un uomo cieco e spettrale con gli occhi sui palmi delle mani.
- Tenson kōrin: La discesa del nipote di Amaterasu, Ninigi-no-Mikoto, da Takamagahara al territorio del Giappone (allora noto come Ashihara no Nakatsukuni) per diventarne il sovrano. Poco dopo nacquero Hoori e i suoi fratelli Hoderi e Hosuseri.
- Teratsutsuki: L'onryō di un uomo vissuto nel VI secolo.
- Tesso: Un sacerdote del periodo Heian che fu snobbato dall'imperatore e si trasformò in uno sciame di topi che devastò un tempio rivale.
- Tofu-kozō: Uno yōkai che appare come un ragazzino che trasporta un vassoio di tofu.
- Tokoyo no kuni: Un regno mitico dove vari kami e spiriti degli antenati vivono in eterna giovinezza. Tajimamori fu inviato qui dall'imperatore Suinin per recuperare un frutto magico.
- Toshigami: Il kami dei raccolti abbondanti, in particolare di riso e grano, è figlio di Susanoo. È il fratello maggiore di Ukanomitama.
- Toyotama-hime: Figlia di Watatsumi, sorella di Tamayori-hime, moglie di Hoori, madre di Ugayafukiaezu e nonna dell'imperatore Jinmu.
- Toyouke-hime: Il kami dell'agricoltura, dell'industria, del cibo, dell'abbigliamento e delle case nella religione shintoista. È nipote di Izanagi e figlia di Wakumusubi.
- Tsuchigumo: Un clan di yōkai simili a ragni.
- Tsuchinoko: Un leggendario mostro serpentino. Ora è un criptide che assomiglia a un grosso serpente.
- Tsukinowaguma: Un orso leggendario.
- Tsukumogami: Una scatola da tè animata che Matsunaga Hisahide usò per negoziare la pace con Oda Nobunaga. Oggi si ritiene che si riferisca a qualsiasi oggetto inanimato centenario che abbia preso vita.
- Tsukuyomi: Il dio shintoista della luna, fratello di Amaterasu, la dea del sole, e di Susanoo, il dio della tempesta.
- Tsurara-onna: Un ghiacciolo che si è trasformato in una donna, spesso confuso con la yuki-onna.
- Tsurubebi: Uno yōkai infuocato che cade dalle cime degli alberi e resta sospeso, noto in alcuni luoghi anche come tsurube-otoshi.
- Tsurube-otoshi: Un mostro che si lancia dalle cime degli alberi per attaccare e talvolta mangiare chiunque passi sotto di essi.

## U
- Ubagabi: Luci fantasma atmosferiche provenienti dalla provincia di Kawachi e dalla provincia di Tanba.
- Ubume: Lo spirito di una donna morta di parto, che indugia per proteggere il bambino che ha lasciato o per piangere la sua morte e la propria.
- Ugajin: Kami dei raccolti e della fertilità, comunemente raffigurato come un serpente arrotolato con la testa di un uomo o di una donna.
- Ugayafukiaezu: Figlio di Hoori e Toyotama-hime, marito di Tamayori-hime e padre dell'imperatore Jimmu.
- Ujigami: Spirito guardiano shintoista o kami di un luogo particolare, a cui ci si rivolge per una serie di ragioni, come il successo nelle imprese, buoni raccolti e protezione dalle malattie.
- Ukanomitama: Un kami associato al cibo e all'agricoltura, spesso identificato con Inari Ōkami, il kami del riso, figlio di Susanoo e fratello minore di Toshigami.
- Uke-Mochi: Un kami del cibo che produceva cibo vomitando o defecando, ucciso da Susanoo o Tsukuyomi, che temevano che avesse avvelenato il cibo producendolo in quel modo o ritenevano che l'atto fosse irrispettoso. La versione in cui Tsukuyomi era l'assassino spiega perché il sole e la luna non sono visti insieme poiché Amaterasu, che aveva saputo della morte di Ukemochi, non voleva più incontrare il suo assassino, oppure si nascondeva durante il giorno per paura della sua ira.
- Uma-no-ashi: Un albero con zampe di cavallo nascoste che prendono a calci i passanti prima di nascondersi tra le foglie.
- Umashiashikabihikoji: La quarta divinità ad essere creata quando i cieli e la terra presero forma, nata da un oggetto simile a una canna apparso tra il cielo e la terra. È un hitorigami e uno dei cinque kotoamatsukami.
- Umibōzu: Un mostro umanoide gigante che appare sulla superficie del mare e cerca di affondare le navi in vari modi.
- Umi-nyōbō: Un mostro marino femmina che ruba i pesci.
- Umi zatō: Uno yōkai che si manifesta come un gigantesco monaco buddista che cammina sulle onde dell'oceano, avvistato al largo della costa della provincia di Rikuchū.
- Ungaikyō: Uno specchio che ha preso vita come uno tsukumogami e ora distorce tutti i riflessi trasformandoli in immagini mostruose.
- Ushi no toki mairi: Una maledizione lanciata nell'Ora del Bue (tra l'1 e le 3 del mattino) da un praticante di magia nera, con vari effetti dannosi.
- Ushi-oni: Nome dato a una serie di mostri dalla testa di bue che appaiono sulle spiagge e attaccano chiunque vi cammini.
- Ushi-onna: Una donna vestita con un kimono con una testa di mucca, l'opposto del kudan.
- Ushirogami: Uno spirito femminile con un occhio solo e senza piedi che si avvicina furtivamente alle persone per tirar loro i capelli.
- Uwan: Uno spirito che prende il nome dal suono che emette quando sorprende le persone.

## W
- Waira: Una grande bestia che si nasconde tra le montagne, di cui si sa poco.
- Wakahiru-me: Una dea del sole nascente, figlia o sorellina di Amaterasu. Alcuni dicono che fosse la fanciulla uccisa quando Susanoo lanciò un cavallo scuoiato contro il telaio di Amaterasu.
- Wakumusubi: Un kami dell'agricoltura, nato dall'urina di Izanami al momento della sua morte o dall'unione di Kagutsuchi e Haniyasu-hime. È fratello di Mizuhanome e padre di Toyouke-hime.
- Wani: Un drago o un mostro marino paragonabile a un alligatore o a un coccodrillo (o forse a uno squalo, dato il kanji). Un termine correlato è stato applicato al coccodrillo marino.
- Wanyūdō: Una ruota fiammeggiante con al centro la testa di un uomo, che succhia l'anima a chiunque la veda.
- Watatsumi: Forse un altro nome per Ryūjin, o un altro dio drago del mare. Tamayori-hime e Toyotama-hime sono le sue figlie.

## Y
- Yadōkai: Gli spiriti dei monaci di basso rango che si sono dati al male.
- Yakusanoikazuchi: Nome collettivo di otto divinità del tuono, che si dice siano le larve sul cadavere di Izanami o alcune delle forze da lei inviate a inseguire Izanagi in fuga da Yomi. Ognuna rappresenta un diverso tipo di tempesta.
- Yamabiko: Piccole creature che vivono in montagna e che creano echi.
- Yama-inu: Uno spirito di montagna simile a un cane che può apparire ai viaggiatori sulle strade di montagna. Può essere amichevole o attaccare e uccidere il viaggiatore, a seconda della storia (vedi anche il lupo giapponese).
- Yamajijii: Uno spirito anziano con un occhio e una gamba, trovato nello Shikoku.
- Yamako: Una creatura simile a una scimmia, occasionalmente cannibale, che riesce a leggere nella mente.
- Yama-no-Kami: I kami delle montagne. Ne esistono di due tipi: divinità delle montagne, adorate da cacciatori, boscaioli e carbonai, o divinità dell'agricoltura, che scendono dalle montagne e sono venerate dagli agricoltori. Sono generalmente considerati di sesso femminile.
- Yamaoroshi: Una grattugia per verdure che ha preso vita come uno tsukumogami. Si dice che abbia un aspetto quasi simile a quello di un porcospino.
- Yamata no Orochi: Il mostro drago/serpente a otto teste ucciso dal dio Susanoo per salvare Kushinadahime, che sarebbe diventata la sua prima moglie. Trovò la spada Kusanagi no Tsurugi in una delle sue code e la diede ad Amaterasu per appianare un'antica disputa tra loro.
- Yama-uba: Uno yōkai simile a una vecchia strega che vive sulle montagne.
- Yamawaro: Yōkai che vivono sulle montagne del Giappone occidentale, alcuni ritengono che siano in realtà kappa trasferitisi in montagna.
- Yanari: Un fenomeno per cui una casa o un mobile tremano senza motivo. Un tempo si pensava fosse uno scherzo degli yōkai che vivevano in casa, ma ora è considerato un fenomeno simile al poltergeist.
- Yasakani no Magatama: Un gioiello realizzato da Tamanooya-no-Mikoto. Fa parte delle insegne imperiali del Giappone.
- Yasakatome: Un kami dell'acqua, dell'agricoltura, delle sorgenti termali e della costruzione della nazione. È la moglie di Takeminakata, ma si sa molto poco di lei. Alcuni dicono che sia figlia di Watatsumi, ma nessuno ne è certo.
- Yashimajinumi: Figlio di Susanoo e Kushinadahime e marito di Konohanachiru-hime, è uno degli antenati di Ōkuninushi.
- Yashima no Hage-tanuki: Un bake-tanuki della prefettura di Kagawa che protegge il clan Taira. Uno dei tre tanuki più famosi.
- Yatagarasu: Il gigantesco corvo a tre zampe di Amaterasu che guidò l'imperatore Jinmu attraverso le montagne fino alla terra che sarebbe diventata il suo regno, ed è considerato un dio della guida. È generalmente riconosciuto come un'incarnazione di Kamotaketsunimi no Mikoto.
- Yata no Kagami: Uno specchio creato da Ishikori-dome no Mikoto e Ama-Tsu-Mara per attirare Amaterasu fuori da Ama-no-Iwato dopo che si era nascosta lì. Fa parte delle insegne imperiali del Giappone.
- Yato-no-kami: Spiriti serpenti mortali che infestano i campi nella contea di Namegata e uccidono le famiglie di coloro che li vedono.
- Yobuko: Uno spirito che vive nelle montagne della regione di San'in e della città di Tottori e che si dice sia la causa degli echi.
- Yofune-nushi: Un serpente marino malvagio proveniente dalle isole Oki che esigeva il sacrificio annuale di vergini, finché la figlia di un samurai esiliato non lo uccise.
- Yōkai: Una classe di mostri, spiriti e demoni soprannaturali nel folclore giapponese. Possono anche essere chiamati ayakashi (妖怪) , mononoke (物の怪) o mamono.
- Yomi: La terra dei morti, dove Izanami andò dopo aver dato alla luce Kagutsuchi che la uccise. Ora è lei a regnare lì.
- Yomotsu Hirasaka: Il confine tra Yomi e il mondo dei vivi è bloccato da un enorme masso che Izanagi ha posizionato lì dopo essere fuggito.
- Yomotsu-shikome: Le streghe di Yomi, o forse una singola strega, inviata da Izanami per inseguire Izanagi mentre fuggiva.
- Yonaki ishi: Pietre che si dice piangano di notte. La più famosa si trova nella città di Kakegawa, nella prefettura di Shizuoka.
- Yorishiro: Oggetti capaci di attrarre i kami, offrendo loro uno spazio da occupare durante il culto. Vengono usati durante le cerimonie per chiamare i kami al culto. Una volta che uno yorishiro ospita effettivamente un kami, viene chiamato shintai.
- Yōsei: Versione giapponese delle fate e termine per indicare gli spiriti delle leggende occidentali.
- Yosuzume: Un misterioso uccello yōkai che canta di notte, a volte per indicare che l'okuri-inu è vicino.
- Yuki-onna: Uno spirito maligno che si manifesta sotto forma di una bellissima donna che vaga sui passi montani innevati.
- Yume no seirei: Uno yōkai anziano, emaciato e raggrinzito che provoca incubi.
- Yūrei: Fantasmi in senso più occidentale, in quanto sono gli spiriti persistenti dei defunti inquieti.

## Z
- Zashiki-warashi: Uno spirito domestico protettivo e infantile proveniente dalla prefettura di Iwate che porta fortuna alla casa in cui abita.
- Zenfushō: Un bollitore che ha preso vita come tsukumogami.
- Zennyo Ryūō: Una divinità drago nota per invocare la pioggia.
- Zorigami: Un orologio che ha preso vita come uno tsukumogami.
- Zuijin: Spiriti guerrieri-guardiani shintoisti che vegliano sui cancelli dei santuari e dei templi.
- Zunbera-bo: Un altro nome per il noppera-bō.